# Olof Eneroth
Per Olof Emanuel Eneroth, född 15 april 1825 på Hägerstens gård, Brännkyrka socken, död 21 maj 1881 på Kungsgatan 25, Uppsala, var en svensk författare, opinionsbildare och Sveriges förste pomolog. Eneroth tillhörde den krets av Geijer-inspirerade liberaler som ivrade för god folkundervisning i en allmän folkskola. I ett större verk, Om folkskolan i Sverige (1863–1869), utvecklade han närmare sina idéer som starkt kom att påverka Fridtjuv Bergs syn på folkskolan som bottenskola. Eneroth ivrade också för idén om fria högskolor. Han var ogift. Han ligger begravd på Uppsala gamla kyrkogård.

## Svenska pomologins fader
Olof Eneroth var den svenska pomologins fader och utgav 1864–1866 Handbok i Svensk Pomologi, det första svenska verket i ämnet. Äpplen utgör tyngdpunkten i boken men den upptar även päron, plommon, körsbär, valnötter, kvitten, aprikoser, 
persikor, vindruvor, fikon och olika slags bär. Eneroths banbrytande verk utkom på nytt med början 1896 kraftigt utökad och bearbetad av den finska pomologen Alexandra Smirnoff (1839–1913).
1881 fick dåvarande Stockholms högskola ta emot en donation på 52 000 kronor till en professur. Donationen var förenad med villkor. Professurens uppgift var att utforska - "sambandet mellan naturlagarna och människans sedliga och fysiska natur, med särskild hänsyn till det uppväxande släktets uppfostran till andlig och kroppslig hälsa". Formuleringen är något oklar och det skulle dröja mer än ett halvt sekel innan högskolans ledning kunde enas om hur testamentet skulle tolkas. Men motiveringen framstår som mindre svårbegriplig om man känner den personlighet som låg bakom donationen: författaren och pomologen Olof Eneroth.
Han bidrog starkt till att bringa ordning i namngivningen av Sveriges äppelsorter.

### Uppväxten
När Olof Eneroth var cirka fyra år dog hans far, grosshandlaren och lantbrukaren Olof Eneroth. Hans farfar var hovpredikanten och prosten Olof Eneroth (1744–1808) och farmor Magdalena Catharina Böttiger, en dotterdotter till Johan Esberg. Modern Katarina Eva Cronland tog Olof och hans lillasyster Edla med sig till Södermalm i Stockholm och försörjde familjen som skolföreståndarinna i Prins Karls uppfostringsinrättning för vanvårdade barn. Familjen fick en bostad i anslutning till skolan. Olof Eneroth och hans syster kom därför att växa upp i en uppfostringsanstalt vid nuvarande Björngårdsgatan. Efter barnens skolgång i Stockholm flyttade familjen till Uppsala, där Olof Eneroth blev student 1843. Modern fick på nytt anställning inom skolan och fortsatte försörja sonen också under hans universitetsstudier. År 1849 avlade han filosofie kandidatexamen. Han hade en förkärlek till Roms och Greklands stora författare.

### Författarskapet
Eneroth ägnade sig inte enbart åt studier, han skrev också lyrik och hade kanske i ungdomen ambitionen att bli skönlitterär författare. En viss framgång nådde han 1846, då han fick ta emot pris av Svenska Akademien för sitt poetiska opus "Hake Sjökonung". Han delade tidens litterära smak med inriktning mot ett nytt stilideal efter romantiken.
Eneroths favoriter var Johan Ludvig Runeberg och Erik Gustaf Geijer. Ytterligare en diktsvit gavs ut på 1850-talet, men flertalet av Eneroth dikter tycks ha hamnat i skrivbordslådan. Han skulle återkomma till estetiska frågor flera gånger under sitt liv. Sin uppfattning samlade han i uppsatssamlingen "Litteratur och konst" utgiven 1860. Den innehåller inga originella tankar utan avspeglar en idealrealistisk uppfattning som låg i tiden. Olof Eneroths umgänge var också till stor del litterärt. Många av den tidens kulturpersonligheter, bland dem flera yrkeskvinnor, ingick i hans umgängeskrets i Stockholm och Uppsala eller fanns som korresponderande vänner: Fredrika Bremer, journalisten Sophie Adlersparre (signaturen SLD) och redaktör för "Tidsskrift i hemmet", poeten Thekla Knös och Lotten von Kraemer var några. Som andra ungdomar lockades Olof Eneroth av att se världen.

### Resor
Efter sin filosofie kandidatexamen avbröt han studierna och gav sig ut på längre resor, bland annat till södra Frankrike, Spanien och Brasilien under åren 1852 och 1853. Efter hemkomsten slutförde han sina akademiska studier och promoverades 1854. Samma dag som promotionen ägde rum, berättar han själv långt senare i sin levnadsbeskrivning, anmälde han sig som trädgårdsdräng i en handelsträdgård. Han måste nu ha känt att han kommit rätt, eftersom en stor del av hans återstående liv kom att ägnas trädgårdsarbete varvat med studier i Sverige och i Tyskland, Nederländerna, Belgien, Danmark och Norge. Efter en tid åtog han sig uppdrag med renovering av äldre trädgårdar och parker, genom förmedling av vänner och bekanta i de kretsar i Uppsala där han umgicks.

### Trädgårdsmästaren

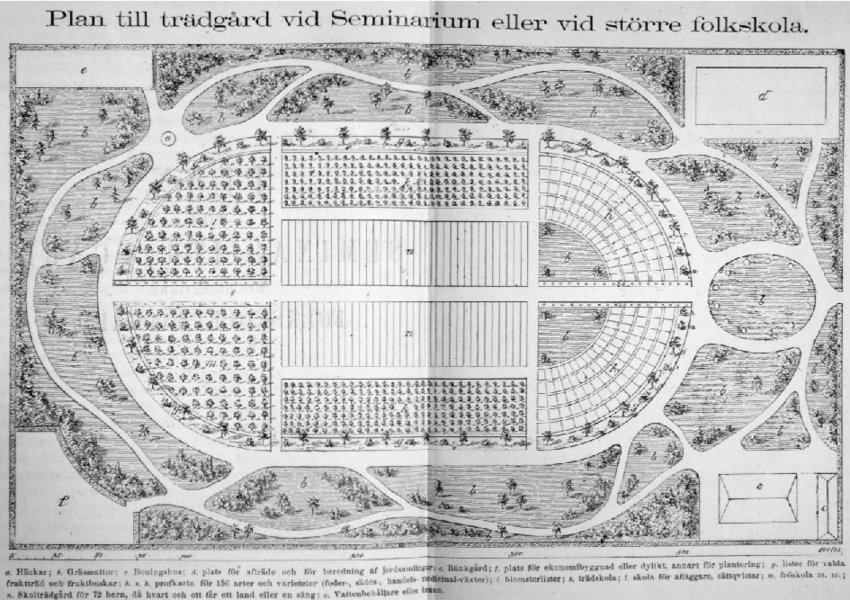
Plan till trädgård

Atterbom, som var bekant med flera slottsägare, rekommenderade Eneroth som trädgårdsexpert. Under längre tider vistades Eneroth på Adelsnäs, Säfstaholm, Fånöö och Forsmark. Sina erfarenheter från arbetet i slottsparkerna sammanfattade han senare i det stora verket "Herregårdar och slott uti Södermanland". Fredrika Bremer, som vistades på Gotland sommaren 1854 skrev och föreslog att han borde söka tjänsten som trädgårdsmästare i DBW:s nya botaniska trädgård i Visby. Eneroth var emellertid inte lockad av att bosätta sig på Gotland utan tillträdde i stället en tjänst som lärare vid Svenska Trädgårdsföreningens elevskola i Stockholm 1856, och efter ett par år blev han skolans föreståndare och dessutom redaktör för Svenska trädgårdsföreningens årsskrift. 1858 kallades han som ledamot av Kungliga Lantbruksakademien. Under åren i slutet av 1850-talet började Eneroth ge ut skrifter om trädgårdsskötsel, viktigaste var "Trädgårdsbok för allmogen" som utkom i flera upplagor. 
Olof Eneroth engagerade sig också starkt för den nyligen inrättade allmänna folkskolan. Han verkade som opinionsbildare i frågan och skrev ett stort antal artiklar i tidningar och tidskrifter. Både hans mor och syster var lärare, och modern var säkert en viktig förebild för honom. Han sympatiserade med den tidens kvinnorörelse, som betonade vikten av utbildning även för flickor. Bland annat ansåg Eneroth, att trädgårdsodling var ett lämpligt arbetsfält för kvinnor. Anläggande av trädgårdar i anslutning till folkskolorna betraktades som en viktig metod för spridning av kunskap, särskilt om fruktodling. Eneroth utarbetade därför en bok om skolträdgårdar, som publicerades 1862. Odling av frukt och grönsaker för det egna hushållet skulle både förbättra folkhälsan och skänka skönhetsupplevelser. 
Under 1860-talet arbetade han parallellt med skrifter inom pomologi och pedagogik. "Om folkskolan i Sverige" utkom i fyra band åren 1863-1869. Sin tids dåliga stadsmiljö ville Eneroth förbättra genom anläggning av parker i städerna, där det också skulle finnas lekplatser för barnen. På så sätt skulle hälsoläget för städernas fattigare befolkning förbättras, för dem som inte hade möjlighet att resa ut till landet om somrarna. Inte nog med detta - Eneroth föreslog dessutom att besökarna i parken borde få tillgång till bibliotek och museer. Fysisk och andlig förkovran skulle gå hand i hand.

### Arbete med trädgårdsparker, nya resor
1861 tog han avsked från sina befattningar hos trädgårdsföreningen. 
Under åren som följde fram till 1872 fick han ansvaret för de parker som det nystartade Statens Järnvägar lät anlägga. Egendomligt nog nämner aldrig Eneroth arbetet med järnvägsparkerna eller andra trädgårdsanläggningar i anslutning till järnvägen, vare sig i breven eller i levnadsteckningen. Det var knappast en uppgift som passade honom. Olof Eneroth hade som han själv uttryckt det "en viss oövervinnerlig motvilja mot ämbetsliv". I stället var han under åren på 1860-talet intensivt upptagen av sina pomologiska studier. Under sina tidigare resor hade Eneroth skaffat sig omfattande kontakter med kollegor särskilt i Östersjöområdet och fick genom dem ett stort studiematerial. Via trädskolan i Travemünde, Tyskland kom han över ympar till och med från USA. Studierna resulterade i "Handbok i svensk pomologi", den första i sitt slag här i landet. Boken utkom första gången 1864–1866.

### Flytt till Stockholm
Under 1850-talet flyttade Eneroth till Stockholm och inrättade sig i två rum fyra trappor upp i ett hus vid Rödbodtorget. Den blivande ecklesiastikministern Fridtjuv Berg besökte som barn Eneroths hem flera gånger tillsammans med sin far, som var lärare och delade Eneroths engagemang för folkskolan. Berg har beskrivit hans hem: i arbetsrummet, som var ett hörnrum med utsikt över Norrström, stod en byst av Geijer placerad bakom skrivbordsstolen. Skulpturen var utförd av C.G. Qvarnström som Eneroth lärt känna, när de båda samarbetade med förändringen av Vasaparken i Västerås. Runt skrivbordskanten var äpplen utplacerade, vilket fick luften i rummet att dofta gott. På skrivbordet låg högar av brev och ympris från trädgårdsodlare med förfrågningar om äppelsorter, vilka skulle besvaras. Rummet var inklätt med bokhyllor; litteraturen omfattade mest religionsfilosofiska verk, bland annat Kierkegaard och Bunsen.

### Enstöringen Eneroth
Olof Eneroth hade ända sedan barndomen lidit av dålig hälsa och klagade ständigt i sina brev över olika kroppsliga besvär. Han blev därför något av en enstöring, fixerad vid den egna hälsan och ofta på besök på någon brunnsort. Malla Silfverstolpe skriver i ett brev till Lotten von Feilitzen om Eneroth att hon finner honom något udda, olik andra människor, eftersom han "ej haft tillfälle bilda sig till alla de vardagliga bruk och seder som sällskapslivet ålägger". Ute i naturen däremot kände Eneroth stor befrielse. Han hade skaffat sig egen erfarenhet av att studier och forskning parade med praktiskt arbete ute i det fria var en väg till kroppsligt och andligt välbefinnande. Det var studiet av detta samband mellan natur och kultur han ville främja och utveckla genom sin donation till Stockholms högskola. 1937 tillsattes äntligen Eneroths professur med pedagogen och psykologen David Katz som förste innehavare.